# Тосака, Цутому
Цуто́му Тосака (яп. 登坂 勉 Тосака Цутому) — известный японский культурист-пенсионер. Начал заниматься бодибилдингом в зрелом возрасте и занимается уже более 30 лет. Многократный победитель чемпионатов культуристов в Японии (где соревнования среди культуристов-пенсионеров проводятся уже 20 лет), в старшей возрастной категории; занесен в книгу рекордов Гиннесса. Участвует в чемпионатах по культуризму с 1993 года, призовые места брал с 1999 года, первые призы — по крайней мере, начиная с 2000 года (с повышением возрастной категории: сначала «в возрасте более 50 лет», позже «более 60», «65-69 лет» и т. д.).
В Японии ежегодно празднуется день уважения к старшим. Накануне этого праздника также проводятся соревнования пенсионеров-бодибилдеров, где Тосака одержал очередную победу. Слова Тосаки, сказанные агентству Reuters: «Каждый может оставаться молодым и здоровым, занимаясь хотя бы время от времени».
Одна из целей самого пенсионера-культуриста — показать преимущества занятий спортом в пожилом возрасте. Другая цель — стать долгожителем благодаря занятиям культуризмом. 